# Unimog
Unimog és el nom pel qual es coneix a una varietat de camions multipropòsit de tracció en les quatre rodes produït per Mercedes-Benz. El seu nom és un acrònim que prové de l'alemany UNIversal-MOtor-Gerät (dispositiu motoritzat d'aplicacions universals). És una de les poques llegendes vives del món de l'automòbil.

## Història i desenvolupament

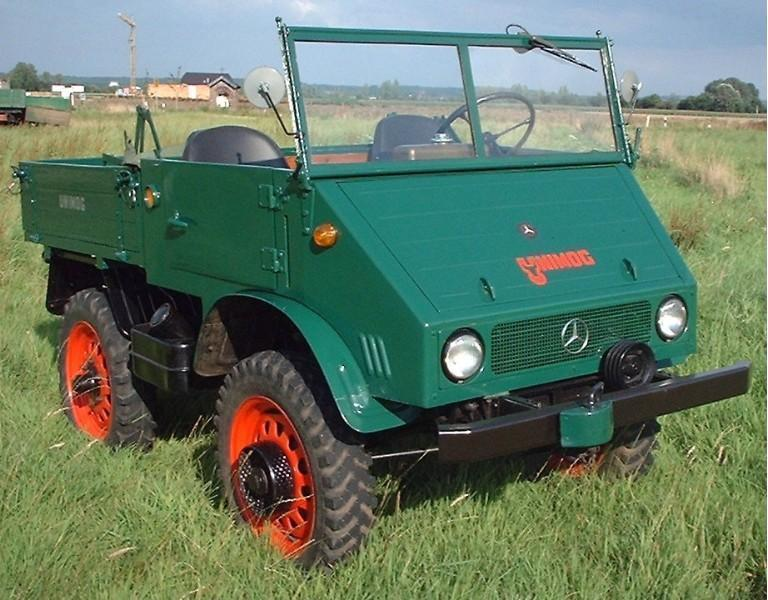
Unimog 401 «Cabrio», construït l'any 1954

En 1942 es realitzen els primers plans per a un vehicle amb tracció a les quatre rodes per Daimler-Benz a Berlín-Marienfelde. En 1944 alhora que s'anuncia el Pla Morgenthau, l'enginyer Albert Friedrich cap de disseny de motors per aviació de Daimler-Benz AG realitza els primers estudis. Entre maig i agost de 1945 s'adopten els criteris de construcció i es pren contacte amb les autoritats d'ocupació nord-americanes de llavors. Malgrat les dificultats s'aconsegueix una "Production Order", (permís de producció). El projecte va començar a la fàbrica Gold und Silberfabrik Erhand & Söhne a Schwäbisch Gmünd, al sud d'Alemanya, que va acceptar cooperar en el desenvolupament i producció encara que mai abans havien participat en la fabricació de tractors o vehicles. El gener de 1946 Heinrich Rössler, antic company de Friedrich i amb experiència en maquinària agrícola, comença a treballar en Erhard & Söhne ia l'octubre, el primer prototip, equipat amb un motor de gasolina de 4 cilindres, 1,7 litres és acabat. Encara faltava el 1946 un motor dièsel de bona qualitat i el nom d'aquest nou vehicle, que no era ni un camió ni un tractor. El problema del nom aviat va ser resolt per Hans Zabel, un enginyer de l'empresa. Ell va crear un acrònim del nom: UNIVERSAL-MOtorGerät (unitat d'alimentació-universal) o UNIMOG. A principis de 1947 l'empresa Boehringer pren les regnes pel que fa a l'equip Unimog en matèria de producció i vendes, tot i que Erhand & Söhne segueix sent el proveïdor de moltes parts. Són lliurats els primers motors dièsel Daimler-Benz OM 636 de 25 CV i en la tardor d'aquest any s'adquireixen els materials necessaris per a la producció d'una sèrie preliminar de 100 unitats i abans de final d'any els primers Unimog realitzen intensives proves que confirmen la validesa del concepte.
El Unimog és presentat el 29 d'agost de 1948 a la fira agrícola LG-Schau (Fira) a Frankfurt / Main, aconseguint els seus primers 150 comandes. A finals de l'estiu es realitzen els preparatius per a la producció en sèrie. L'equip UNIMOG busca ara una nova planta. En la tardor de 1948 es muden a la fàbrica de Werkzeugmaschinenfabrik Boehringer que va esdevenir la nova planta de fabricació d'UNIMOG, lliurant el primer Boehringer Unimog al març de 1949. En els següents dos anys, es van produir al voltant de 600 models (U 25). En la tardor de 1950 les 600 unitats han estat acabades i es realitzen negociacions sobre la presa de possessió per Daimler-Benz; Boehringer reprèn la fabricació de màquines eines un cop més. Les forces d'ocupació de l'exèrcit francès al sud-oest d'Alemanya occidental ordena els primers models militars Unimog. Entre 1950-1951 van comprar 400 del model U 25. Daimler-Benz assumeix la Divisió Unimog de Boehringer i el 3 de juny de 1951 es realitza el primer lliurament de Daimler-Benz Unimog Model 2010, fabricat a Gaggenau. Per el 10 de juliol cent Unimog havien sortit de la línia de muntatge. Aquest mateix any rep la medalla de plata de la Deutsche Landwirtschafts-Gesellschaft DLG (Societat Agrícola Alemanya).
Al març de 1953 es presenta el primer Unimog amb cabina tancada d'acer. El Unimog és guardonat amb una medalla d'or en la Rationalisierungsausstellung (exposició d'eficiència) de Düsseldorf. El 31 de juliol, se suspèn la producció del model 2010 25 PS. El 3 d'agost surt al mercat el primer Model 401 equipat amb cinturó de seguretat. En 1954 el Unimog és el primer vehicle tractor a rebre el segell d'aprovació de la Prüfungsausschuss Forsttechnischen (oficina examinadora de tecnologia forestal).
Fora d'Alemanya, Argentina va ser l'únic país que va fabricar el Unimog, ho va fer en 2 versions, 406 i 416, i va totalitzar 2.872 unitats venudes en total.

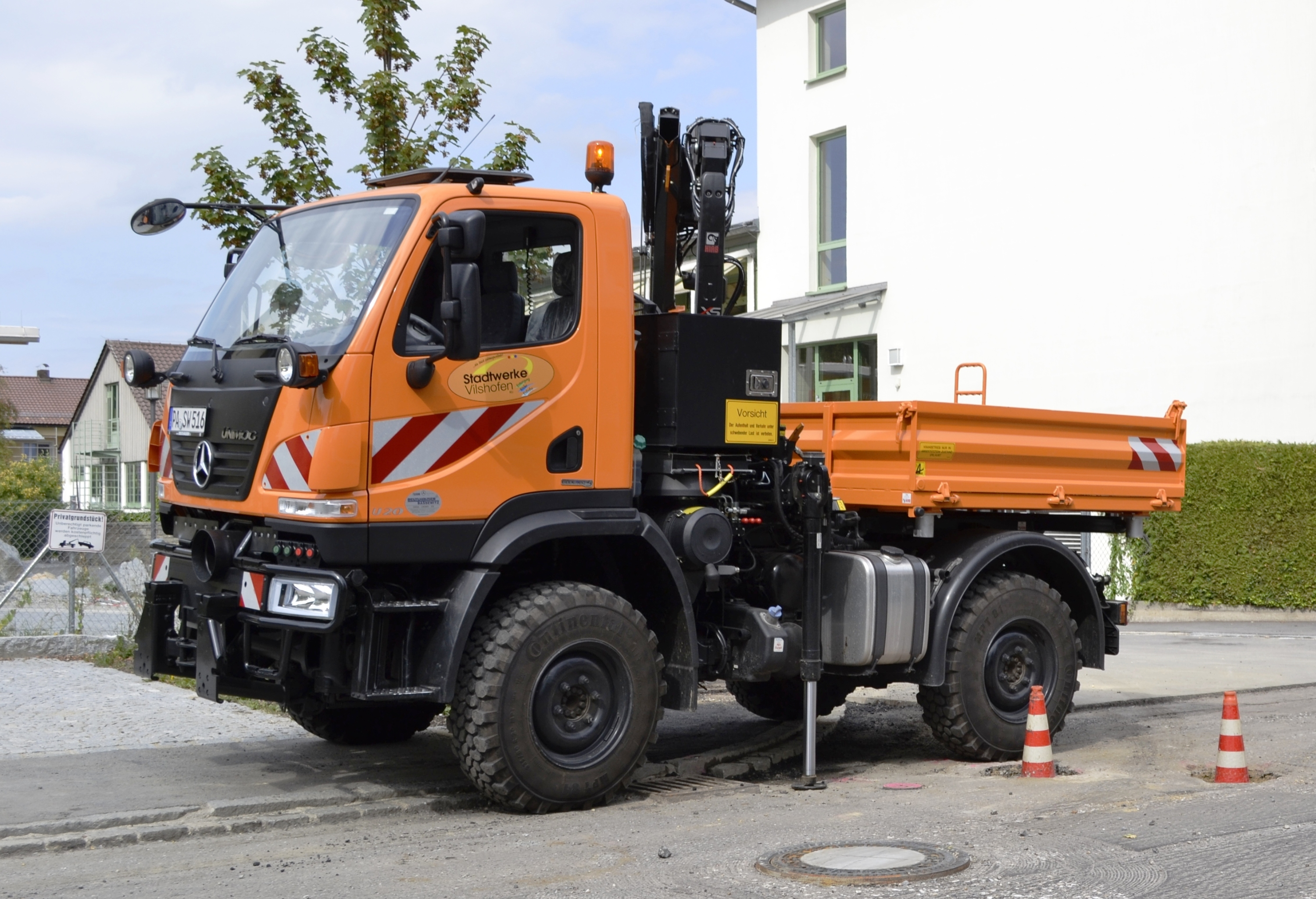
El nou petit Unimog U 20.

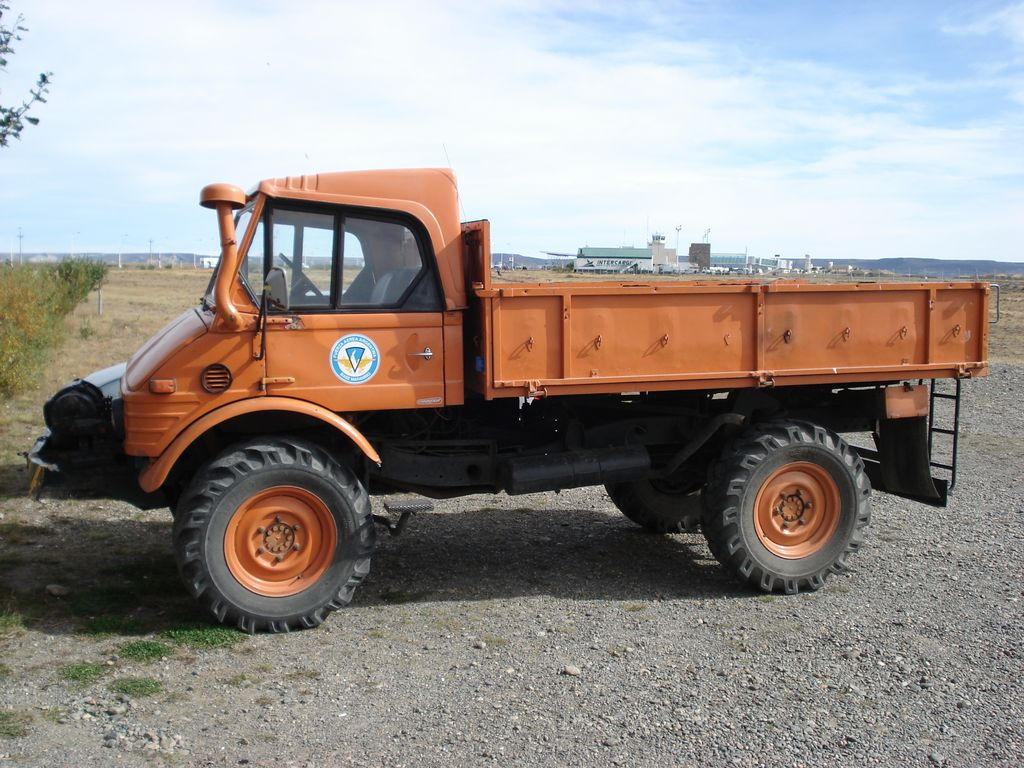
Unimog utilitzat per la Força Aèria Argentina a l'Antàrtida.

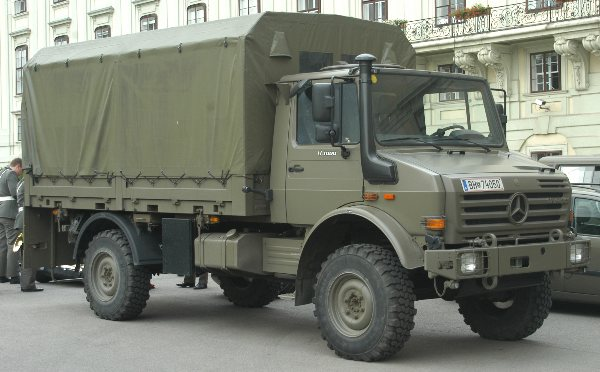
Unimog U 400 [LKW] l'exèrcit austríac.

## Característiques
Posseeix tracció permanent a les quatre rodes que el fa versàtil per ser conduït tant en carreteres com en camps agrícoles utilitzant altres tants diferencials independents, cadascun per controlar la tracció individual en les llantes, porta preses de força davantera i posterior per moure aparells, un petita banyera per a la càrrega i està dotat amb eixos portal per treballar en terrenys escarpats. Una suspensió de gran flexibilitat i la gran altitud del xassís són les grans característiques d'aquest model.
Els nous models poden ser adquirits en qualsevol de les tres sèries:
1. Sèrie mitjana 405, coneguda també com a UGN ("Geräteträger"), disponible en els models U300-U500.
2. Sèries 437, també coneguda com a UHN ("Hochgeländegängig" or highly mobile cross country), disponible en els models U3000-U5000.
3. Model sub-20, la més petita Unimog. Versió més petita de la U300 amb la cabina muntada sobre el compartiment del motor.